# Rapport de résistivité résiduelle
 (août 2017).
Le rapport de résistivité résiduelle, RRR, est généralement défini comme le rapport entre la résistivité d'un matériau à température ambiante et celle à 0 K. Évidemment, 0 K n'est pas une température atteignable dans la pratique. Il reste alors le choix pour l'expérimentateur d'effectuer un prolongement de la courbe de résistivité du matériau à mesurer en fonction de la température, de manière à lire une valeur extrapolée à 0 K. L'expérimentateur peut également se contenter d'une valeur de résistivité prise à une température suffisamment basse (2 ou 4 K par exemple) selon le niveau de précision souhaité.
Étant donné que le RRR peut varier assez fortement d'un échantillon à l'autre en fonction de la quantité d'impuretés et d'autres défauts cristallographiques, il sert d'indicateur de la pureté et de la qualité globale d'un échantillon. Comme la résistivité augmente généralement quand les défauts cristallographiques augmentent, un grand RRR est associé à un échantillon pur. Le RRR est également important pour la caractérisation de certains états de la matière à basse température, comme l'effet Kondo et la supraconductivité. Par ailleurs, puisque c'est un nombre sans unité, il n'y a pas de différence entre un rapport de résistances du matériau ou un rapport de résistivités (1/conductivité). On s'affranchit ainsi de la forme et de la taille des échantillons.

## Contexte
Généralement à « chaud », la résistivité d'un métal varie linéairement avec la température. En d'autres termes, la courbe de la résistivité en tant que fonction de la température est une ligne droite. Si cette ligne droite était extrapolée jusqu'au zéro absolu, le RRR théorique pourrait être calculé
{\displaystyle {\text{RRR}}={\frac {\rho ({\text{300 K}})}{\rho ({\text{0 K}})}}={\frac {\sigma ({\text{0 K}})}{\sigma ({\text{300 K}})}}={\frac {R({\text{300 K}})}{R({\text{0 K}})}}}
Dans le cas le plus simple d'un métal pur qui est libre de mécanismes de dispersion on pourrait s'attendre ρ(0 K) = 0, ce qui ferait diverger le RRR. Cependant, ce n'est généralement pas le cas parce que les défauts tels que les joints de grain, les impuretés, etc. agissent comme sources de dispersion contribuant à une valeur de ρ0 indépendante de la température. Celle-ci déplace le point d'intersection de la courbe vers une valeur plus élevée, donnant un RRR plus faible.
Dans la pratique, la résistivité d'un échantillon est mesurée à une température aussi basse que possible, ce qui sur des appareils de laboratoire classiques est de l'ordre de 2 K (même si bien sûr des valeurs beaucoup plus basses sont possibles). A ce stade, le comportement résistif linéaire n'est en général plus valable et la valeur de ρ à basse température est prise comme une bonne approximation à 0 K.
Dans le cas particulier des matériaux supraconducteurs où ρ est toujours exactement nulle en dessous de la température critique Tc, le RRR est calculé à l'aide de la résistivité ρ prise juste au-dessus de la température de transition du supraconducteur. Par exemple, les fils en niobium-titane supraconducteur ont un RRR défini comme {\displaystyle \rho (293K)/\rho (10K)}. Avec l'effet Kondo, la résistivité commence à augmenter à nouveau lors d'un refroidissement à très basse température, et la valeur de RRR est utile pour la caractérisation de cet état.

## Exemples
- Le RRR d'un fil de cuivre est généralement ~ 40-50 lorsqu'il est utilisé pour les lignes téléphoniques, etc.
- Le RRR du niobium utilisé pour les cavités accélératrices supraconductrices est d'environ 300.